# Marco Junio Bruto (tribuno de la plebe)

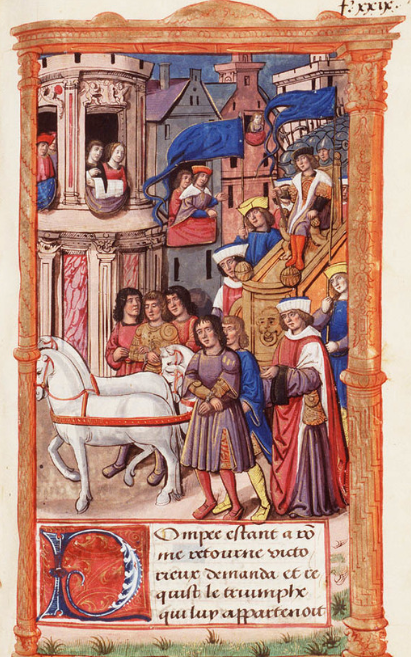
Batalla entre Pompeyo y Bruto; Lepidio sentado ante Roma

Marco Junio Bruto (en latín, M. Iunius Brutus.), padre de su homónimo Marco Junio Bruto el tiranicida, fue un tribuno de la plebe de la República romana en el 83 a. C. y el fundador de la colonia de Capua. Estuvo asociado a Marco Emilio Lépido, quien dirigió una reacción de la facción de los populares contra la de los optimates después de la muerte de Sila.
Seguidor de Marco Emilio Lepido, participó en la revuelta democrática promovida por este último en el 77 a. C. Y ocupó con sus tropas la Gallia Cisalpina; Sitiado en Módena por Cneo Pompeyo, se vio obligado a rendirse y luego asesinado por orden del líder enemigo.

## Familia
Fue el primer esposo de Servilia, la hermanastra mayor de Catón el Joven. Su hijo con Servilia fue Marco Junio Bruto, uno de los principales asesinos de Julio César.

## Lucha por el poder
En 77 a. C., Bruto, al mando de las fuerzas en la Galia Cisalpina, se alió con Marco Emilio Lépido, quien, como cónsul, había intentado tomar los asentamientos de Sila. Lépido, con su ejército, fue derrotado fuera de Roma por Quinto Lutacio Cátulo. Brutus llevó sus propias fuerzas a Mutina, defendiendo la fortaleza ante Pompeyo, que había sido enviado por el Senado para desalojarlo. Resistió los ataques por un tiempo, pero sitiado, finalmente se vio obligado a rendirse. Se le permitió retirarse a la ciudad de Regium Lepidi, donde sería asesinado por Geminio, aliado cercano de Pompeyo. Según Plutarco:

Para Bruto, ya sea que traicionó a su ejército, o que su ejército cambió de bando y lo traicionó, se puso en manos de Pompeyo y, al recibir una escolta de jinetes, se retiró a un pequeño pueblo en el Po. Allí, después de que hubiera pasado un solo día, Geminio lo mató, pues fue enviado por Pompeyo para realizar este hecho.

Pompeyo transmitió a Roma la noticia de su rendición y ejecución y el Senado culpó a Pompeyo por este pérfido acto. John Leach en su biografía de Pompeyo lo defiende, argumentando que Bruto presumiblemente comenzó a generar más apoyos para Lépido (el nombre de la ciudad donde se refugió sugiere que había clientes hereditarios allí) y entonces Pompeyo se vio 'forzado' a enviar a Geminio a Regium Lepidi para capturarlo y ejecutarlo.
Bruto es citado por Cicerón, anotando que era muy hábil en derecho público y privado.